# Ian Stewart (pilot de Formula 1)
Ian Stewart (n. 15 iulie 1929, Edinburgh, Scoția, Regatul Unit – d. 19 martie 2017, Crieff, Scoția, Regatul Unit) a fost un pilot scoțian de Formula 1 care a evoluat în Campionatul Mondial în sezonul 1953.